# Kateřina Kramperová
Kateřina Kramperová (* 28. Dezember 1988 in Prag, Tschechoslowakei) ist eine ehemalige tschechische Tennisspielerin.

## Karriere
Kramperová begann im Alter von sieben Jahren mit dem Tennisspielen. Sie bevorzugt den Sandplatz und spielte überwiegend Turniere auf dem ITF Women’s Circuit, bei denen sie fünf Titel im Einzel und acht im Doppel gewonnen hat.
Im Juli 2017 spielte sie ihr bislang letztes internationales Turnier.

## Turniersiege

### Einzel
| Nr. | Datum             | Turnier     | Kategorie   | Belag             | Finalgegnerin           | Ergebnis       |
| --- | ----------------- | ----------- | ----------- | ----------------- | ----------------------- | -------------- |
| 1.  | 27. Januar 2007   | Hull        | ITF $10.000 | Hartplatz (Halle) | Anastasia Poltoratskaja | 7:64, 6:3      |
| 2.  | 30. November 2008 | Córdoba     | ITF $10.000 | Hartplatz         | Chloe Jones             | 6:0, 6:74, 6:2 |
| 3.  | 21. Mai 2011      | Durban      | ITF $10.000 | Hartplatz         | Surina De Beer          | 6:2, 6:0       |
| 4.  | 29. Oktober 2011  | Montego Bay | ITF $10.000 | Hartplatz         | Zuzana Zlochová         | 7:65, 2:6, 6:1 |
| 5.  | 9. März 2014      | Gainesville | ITF $10.000 | Sand              | Katerina Stewart        | 6:3, 6:2       |

### Doppel
| Nr. | Datum              | Turnier     | Kategorie   | Belag     | Partnerin          | Finalgegnerinnen                        | Ergebnis          |
| --- | ------------------ | ----------- | ----------- | --------- | ------------------ | --------------------------------------- | ----------------- |
| 1.  | 28. März 2009      | Metepec     | ITF $10.000 | Hartplatz | Dominika Diesková  | Maria Fernanda Alves Jennifer Elie      | 6:1, 7:65         |
| 2.  | 27. Mai 2011       | Durban      | ITF $10.000 | Hartplatz | Zuzana Linhová     | Malou Ejdesgaard Nicole Rottmann        | 6:3, 3:6, 6:4     |
| 3.  | 4. Juni 2011       | Přerov      | ITF $25.000 | Sand      | Karolína Plíšková  | Ljudmyla Kitschenok Nadija Kitschenok   | 6:3, 6:4          |
| 4.  | 7. Juli 2012       | Toruń       | ITF $25.000 | Sand      | Martina Kubičíková | Katarzyna Piter Barbara Sobaszkiewicz   | 1:6, 6:3, [10:4]  |
| 5.  | 15. September 2013 | Antalya     | ITF $10.000 | Hartplatz | Michaela Frlicka   | Chantal Škamlová Marlies Szupper        | 6:3, 7:64         |
| 6.  | 8. März 2014       | Gainesville | ITF $10.000 | Sand      | Nikola Fraňková    | Roxanne Ellison Sierra Ellison          | 6:4, 6:3          |
| 7.  | 15. August 2015    | Prag        | ITF $75.000 | Sand      | Bernarda Pera      | Miriam Kolodziejová Markéta Vondroušová | 7:64, 5:7, [10:1] |
| 8.  | 3. September 2016  | Mamaia      | ITF $25.000 | Sand      | Vivien Juhászová   | Irina Maria Bara Mihaela Buzarnescu     | 7:63, 2:6, [10:7] |